# Zdravje in varnost policistov
Obstajajo številna vprašanja, ki se navezujejo na varnost in zdravje policistov, vključno s smrtnim izidom in poklicnim stresom.

## Število smrti na dolžnosti
Smrti policistov na dolžnosti so tiste smrti, kjer policist umre med izvajanjem policijskih dolžnosti. Kljub visoki verjetnosti, da policist postane žrtev namernega uboja, je še vedno najpogostejši vzrok smrti policistov posledica prometne nesreče. Verjetnost, da bo policist udeležen v prometni nesreči je velika, saj večino delovnega časa policisti preživijo na cesti, kjer izvajajo kontrolo prometa, nadzor vozil in ostalih nalog, ki jih izvajajo na cesti v vozilih ali pa na prostem. Policisti ubiti s strani osumljencev predstavljajo manjši delež policijskih žrtev. Leta 2005 je bilo v državah ZDA zabeleženih 156 smrti policistov na dolžnosti, od tega 44% zaradi napadov na policiste, 35% jih je umrlo v nesrečah, povezanih z vozili (3% med cestnimi pregoni), ostali pa so življenje izgubili zaradi drugih razlogov: srčni napad med aretacijo in zasledovanjem (peš ali v vozilu), padci iz velikih višin med zasledovanjem peš, okužbe zaradi stika s telesnimi tekočinami bolnih osumljencev,  streljanj, zabadanj, nenamernih izpustov strelnega orožja,...

Policisti, ki umrejo med opravljanjem policijskih nalog, še posebej tisti, ki umrejo zaradi dejanj osumljencev, nesreč ali srčnih napadov so večinoma pokopani s posebnimi častmi. Takšnih pogrebov se po navadi udeleži zelo veliko število sodelavcev pokojnega. Družinam pokojnih policistov so pogosto dodeljene posebne pokojnine. Padlih policistov se pogosto spominja v javnih obeležjih. 
V Združenem Kraljestvu so v časovnem obdobju desetih let od leta 2000 naprej zabeležili 143 smrti policistov na dolžnosti: 54 v prometnih nesrečah na poti v ali iz službe, 46 v prometnih nesrečah med opravljanjem dolžnosti, 23 zaradi naravnih dejavnikov na dolžnosti, 15 zaradi kriminalnih dejanj in 5 v ostalih nesrečah. V Veliki Britaniji policija  načeloma ne nosi strelnega orožja. Policisti Severne Irske so oboroženi le rutinsko.
Singapurske policijske sile so zabeležile le okoli 100 policijskih smrti v časovnem obdobju od leta 1900 pa do leta 2000. Na Novi Zelandiji je bilo od leta 1890 s strani kriminalcev ubitih 28 policistov.

## Delovni stres
Kazalniki: 
Dejanska prisotnost stresa pri policijskem delu je dobro dokumentirana in potrjena z nekaterimi statističnimi podatki. Raziskovalci običajno uporabljajo stopnje samomorov, ločitev in alkoholizma kot tri ključne kazalce stresa pri skupini ljudi. Ti dejavniki kažejo prepričljivo sliko policistov, ki kažejo znake velikega stresa, na primer:
- Študija v Združenih državah Amerike, ki jo je izvedla študija National Surveillance of Police Suicide (NSOPS), je leta 2008 pokazala 141 samomorov in leta 2009 pa 143 samomorov. To pomeni stopnjo samomorov 17/100 000, kar je pod nadzorom in je skladno s CDC / NOMS podatki. Skupna stopnja samomorov v ZDA je bila 11,3 smrtnih primerov samomorov na 100.000 ljudi. Obstaja nekaj špekulacij ali polemik, da lahko ta uradna stopnja podcenjuje dejansko stopnjo, saj pogosto drugi policisti poročajo o dejstvih, ki vodijo k ugotovitvi vzroka smrti, koristi za smrt, institucionalna podoba in drugi dejavniki pa lahko spodbudijo napačno poročanje o incidentu. dejstva. Prav tako številne jurisdikcije preprosto ne vodijo statistike o samomorih. Čeprav so podatki nepopolni, razpoložljivi statistični podatki kažejo, da policisti pogosteje delajo samomore kot splošno prebivalstvo. Še vedno pa obstajajo polemike pri razlagi teh statistik. Kadar se primerjajo starost, spol in rasne lastnosti, so razlike veliko manj dramatične. Čeprav so samomori med policijo lahko predvsem bolj razširjeni, ni jasno, ali so policijska samomorilska nagnjena posledica delovnega stresa ali posledica drugih spremenljivk, na primer vpliva subkulture nasilja.
- Policisti verjetno ne bodo imeli več težav z medosebnimi odnosi. V študiji iz leta 2009 so primerjali stopnje ločitev uslužbencev organov pregona s stopnjami drugih poklicev, kjer so bili analizirani podatki iz popisa prebivalstva ZDA leta 2000. Rezultati analize kažejo, da je stopnja ločitev uslužbencev organov pregona nižja kot pri splošni populaciji, tudi po kontroli demografskih in drugih spremenljivk, povezanih z delovnimi mesti. Tudi nagnjenost k nasilju v družini naj bi bila za policiste večja kot za splošno prebivalstvo, čeprav so statistični podatki kontroverzni. Zdi se, da imajo policisti tudi težave v odnosih pri delu, običajno z nadrejenimi ali s političnim nadzorom, čeprav so dokazi večinoma anekdotični in kontroverzni.
- Alkoholizem velja za drugo statistiko policistov. Čeprav so statistični podatki ne trdni, se šteje, da so stopnje odvisnosti od alkohola, ki jih klinično zdravijo, približno dvakrat višje za policiste kot za splošno prebivalstvo v ZDA. Nasprotno pa so statistični podatki o zlorabi alkohola manj natančni. Stopnje aretacije zaradi vožnje pod vplivom alkohola so pri policistih nekoliko višje kot pri drugih voznikih. Nekateri oddelki in celo nekateri posamezni policisti po navadi držijo policiste do vedenjskih in etičnih standardov, drugi pa bodo prepoznali „modro črto“, za katero tisti v „bratstvu“ ne bodo imeli enakih standardov kot preostala družba. Kljub polemikam pri razlagi statističnih podatkov je na splošno očitno, da so policisti bolj dovzetni za zlorabo alkohola kot drugi poklici. Enaki sklepi se običajno sprejmejo glede policijske zlorabe drugih snovi, čeprav so statistični podatki še manj natančni in čeprav je višja stopnja zlorabe substanc deloma posledica bolj pripravljenega dostopa do mamil in bolj popustljivega ozračja, modro črto "in ne poklicnih stresov.
Drugi raziskovalci pa trdijo, da so policisti bolj psihološko zdravi kot splošno prebivalstvo. Policisti so vse bolj izobraženi, pogosteje se vključujejo v reden program gibanja in uživajo manj alkohola in tobaka ter so vedno bolj usmerjeni v družino. Vzorci zdravega vedenja, ki jih običajno opazimo na vstopnem usposabljanju, se običajno nadaljujejo skozi celotno kariero častnika. Številni v industriji kazenskega pregona trdijo, da razširjanje nepravilnih statistik samomorov, ločitev in zlorabe substanc prihaja iz ljudi ali organizacij s politično ali družbeno agendo, in da zaradi prisotnosti teh prepričanj v industriji zdravstveni delavci težko pomagajo policistom potrebujejo zdravljenje, da bi se spopadli s strahom pred negativnimi posledicami policijskega dela, ki je potrebno, da bi policisti lahko zdravo pričakovali uspeh zdravljenja. 
-Avgusta 2014 je ameriški zvezni preiskovalni urad razkril, da ima 8 od 10 policistov prekomerno telesno težo. To je sprožilo nekatere policijske službe za izboljšanje splošne pripravljenosti njihovih policistov. Pomočnik načelnika Jeff Bryan iz Garlanda v Teksasu je izjavil: "Mislim, da je za vse nas pomembno, da ohranjamo težo in ostajamo v formi - še posebej za to delo. Indonezijski policisti morajo sodelovati v vadbenem programu, ker. Leta 2009 je mehiška policija tudi "vzpostavila program izobraževanja o prehrani". Leta 2011 je rusko notranje ministrstvo svoje policiste opozorilo: "shujšajte ali izgubite službo."